# Rocade de Rouen
Ne doit pas être confondu avec le projet de Contournement Est de Rouen
La rocade de Rouen est une ceinture périphérique inachevée. Certains axes permettent de contourner le centre-ville de Rouen mais la ville n'est dotée d'aucune véritable rocade. En 2009, le contournement complet de l'agglomération est l'objet de différents projets.

## Axes existants
- Les RD 1043 et RD43 (« Rocade Nord ») reliant la RN 28 à Bihorel (au nord du tunnel de la Grand'Mare) au carrefour de la Demi-Lune à Maromme.
- La RN 28 (« Rocade Nord-Est [49° 26′ 19″ N, 1° 07′ 48″ E]») relie l'A 28 vers Abbeville au boulevard de l'Europe via le pont Mathilde et le tunnel de la Grand'Mare ;
  -  Bois-Guillaume - D 1043 – villes desservies : Bois-Guillaume, Mont-Saint-Aignan, Maromme
  -  Le Chapitre - D 43 – villes desservies : Saint-Martin-du-Vivier, Bihorel
  -  Darnétal - D 43 – villes desservies : Darnétal
  - Tunnel de la Grand'Mare
  -  Grand'Mare - D 43A – villes desservies : Rouen-Les Hauts
  -  Deux Rivières - N 31 – villes desservies : Beauvais, Darnétal, Gournay-en-Bray
  -  Boulevard Gambetta - D 928 – villes desservies : Rouen
  -  Saint-Paul - D 6051 – villes desservies : Cergy-Pontoise, Vernon, Évreux, Rouen
  - Pont Mathilde sur la Seine
  -  Échangeur entre N 28/Boulevard de l'Europe (Rouen-sud) et D 18E (Elbeuf, A13-A28 sud-A150), la N 28 entre dans Rouen et devient le boulevard de l'Europe. Ce boulevard traverse le sud de Rouen et rejoint l'A150 par le pont Gustave-Flaubert et la route nationale 338 qui sert de rocade sud pour rejoindre l'A13.
- La RD 18E (« Boulevard Lénine » et « Boulevard Industriel ») reliant l'A 13 au pont Mathilde par le rond-point des Vaches.
  -  Échangeur entre N 28/Boulevard de l'Europe (Rouen-sud) et D 18E (Elbeuf, A13-A28 sud-A150)
  - Boulevards industriel/Lenine : 7 carrefours à feux
  -  Carrefour giratoire entre D 18E et D 18 (Saint-Etienne-du-Rouvray, Oissel) : Les Vaches
  -  Échangeur entre D 18E et D 418
  -  Carrefour giratoire entre D 18E et D 13 (Grand-Couronne, Oissel) près d'Oissel
  -  Échangeur entre A13 et D 18E
- La RD 418 (contournement sud) est une voie rapide qui relie la Sud III à la RD 18E près du rond-point des Vaches; elle est la première portion du futur contournement de Rouen ;
- La RN 338 (dite « Sud III ») est une voie rapide 2×2 voies qui relie l'A 139 au pont Flaubert ;
  -  Échangeur entre A13 et A139
  -  Les Essarts : Les Essarts, Grand-Couronne, Zone Portuaire (de et vers l'A13)
  -  Échangeur entre N 138/A28 (Caen, Le Havre, Le Mans, Grand-Couronne) et A139 (de et vers Rouen), l'A139 continue sur la N138, puis sur la N338
  -  Petite Couronne : Rouen-sud, Saint-Etienne-du-Rouvray +  Échangeur entre N 338 et D 418 (Amiens-Calais)
  -  Les Docks : Petit-Couronne
  -  Franklin Roosevelt : Grand-Quevilly
  -  Le Grand Quévilly : Grand-Quevilly
  -  Corneille : Petit-Quevilly
  -  Stalingrad : Petit-Quevilly
  -  La Motte - N1338/A150 : A150 vers Le Havre et Dieppe, fin de la N338, entrée dans Rouen par le boulevard de l'Europe.
- La rocade utilise la N1338 pour franchir le pont Flaubert
  -  Carrefour giratoire entre N 338 et N 1338 : La Motte
  -  Carrefour giratoire entre N 1338 et N 1338 : Madagascar (futur  Madagascar – villes desservies : Rouen-sud)
  - Pont Gustave-Flaubert
  -  0 Rouen-est - D 982 – villes desservies : Déville, Rouen
- L'autoroute A150 est une autoroute qui relie Rouen au Havre et Dieppe (par l'A151) ainsi que la banlieue nord-ouest.
  -  1 Maromme - D 86 – villes desservies : Maromme et Canteleu (de et vers Rouen)
  -  2 Les Portes de l'Ouest - D 1043 – villes desservies : Maromme, Canteleu, Saint-Jean-du-Cardonnay, La Vaupalière et Duclair

## Axes en projet
- Les accès définitifs du pont Gustave-Flaubert qui doivent relier l'A150 et la Sud III.
- Le contournement Est de Rouen entre la rocade Sud et l'A 28 au Nord et l'A 13 au Sud avec un barreau vers le contournement Sud : d'après Ouest France, les travaux sont prévus pour 2020 [1], puis 2024 [2].